# Курбский, Александр Дмитриевич
Князь Александр Дмитриевич Курбский — воевода во времена правления Ивана III Васильевича, Василия III Ивановича и Ивана IV Васильевича Грозного. Из княжеского рода Курбские. Младший сын князя Дмитрия Семёновича Курбского. Имел старшего брата, воеводу, князя Андрея Дмитриевича Курбского.

## Биография
В 1492 году участвовал в первом, а в 1495 году во втором государевом походе в Новгород. В феврале 1500 года участвовал на свадьбе дочери великого князя Ивана Васильевича — княжны Феодосии Ивановны и князя Василия Даниловича Холмского, шёл пятым у саней княжны в свадебном поезде. В 1514 году во время второго государева похода к Смоленску послан на Литву. В 1515 году первый воевода под Полоцком. В 1522 году первый воевода войск правой руки в походе с Угры за крымцами. В 1536 году воевода войск левой руки в Коломне. В 1541 году второй воевода в Серпухове.
По родословной росписи показан бездетным.

## Критика
На бездетных князьях Александре Дмитриевиче и его старшем брате Андрее Дмитриевиче Курбских, по поколенной росписи поданной в 1682 году в Палату родословных дел, прерывается княжеский род Курбские, московской ветви: "А княж Иванов род Васильевича князь Васильева сына Давыдовича Ярославского весь написан", что неправильно. После них были ещё показанные в Русской родословной книге А.Б. Лобанова-Ростовского дети князя Михаила Фёдоровича Карамыша: Михаил, бездетные Владимир и Фёдор Михайловичи, а также сын Михаила Михайловича  — известный Андрей Михайлович Курбский, показанный в Бархатной книге и родословной книге из собрания М.А. Оболенского — бездетным, что опять неправильно. Князь Андрей Михайлович имел двух сыновей и одну дочь, которые являются родоначальниками польско-литовской линии князей Курбских. Правнуки Андрея Михайловича князья Яков и Александр Борисовичи в 1686 году вновь вернулись и приняли российское подданство.